# Rd Ariffien
Ariffien sendo entrevistado em 1954
Raden Ariffien (Cimahi, Índias Orientais Holandesas, 23 de junho de 1902 – 28 de dezembro de 1976), geralmente creditado como Rd Ariffien, foi um cineasta, jornalista e líder nacionalista indonésio.